# 奇特旺县
奇特旺县（羅馬化：Chitwan，[ˈtsit̪ʌwʌn] ⓘ）是尼泊尔77个县之一，位于巴格马蒂省的西南角。婆罗多布尔是该县的行政中心，也是仅次于加德满都的尼泊尔第二城市。奇特旺县的面积为2238.39平方公里，在2011年的人口普查中，有579,984人，其中男性279,087人，女性300,897人。 婆罗多布尔是尼泊尔中南部的商业和服务中心，同时也是该地区高等教育、医疗和交通的重要目的地。
奇特旺位于尼泊尔的特莱平原地区，处于甘达基河流域。地理形状大致呈三角形，以蜿蜒的甘达基河为西北边界，以一条与印度接壤的小型分水岭为南部边界。
地方行政单位包括：婆罗多布尔市、拉普蒂市镇、拉特纳讷格尔市镇、卡利卡市镇、凯拉哈尼市镇、马迪市镇、伊克夏卡马纳乡镇。

## 词源
关于奇特旺（Chitwan）名称的由来有多种说法：
- 奇特旺（Chitwan）一名来源于梵语中的两个词：चित्त（citta），意为“心脏”；वन（vana），意为“丛林”或“森林”。 因此，奇特旺的意思是“丛林之心”。
- 过去，奇特旺是一片由塔魯族神王——奇特拉森·巴巴（Chitrasen Baba）统治的茂密森林。人们认为他是毗湿奴（Vishnu）的化身。时至今日，塔鲁人仍在前往索拉哈（Sauraha）村途中的奇特拉萨里（Chitrasari）祭拜他的神像，特别是在“HariBodhini Ekadashi”这一节日中。[來源請求][需要引用]
- 奇特旺的森林曾生活着大量豹子和孟加拉虎，而在塔鲁语中，“Chitri”是“豹子”的意思，因此这个地区被称为“奇特旺”（Chitwan）。[來源請求][需要引用]
- “Chitra”在塔鲁语中也指宗教绘画。在塔鲁族的传统房屋中，可以看到大量这样的“Chitra”，因此“Chitra Ban”（意为“绘画之林”）逐渐演变为“奇特旺”（Chitwan）。[來源請求][需要引用]

## 画廊

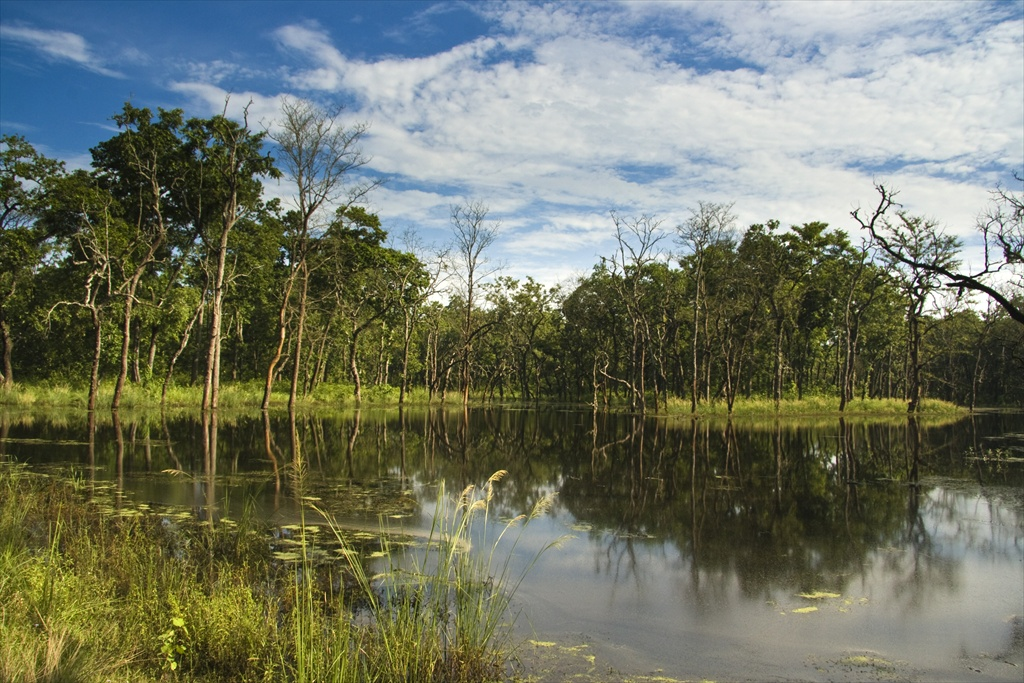
奇特旺国家公园附近的比沙扎尔湖
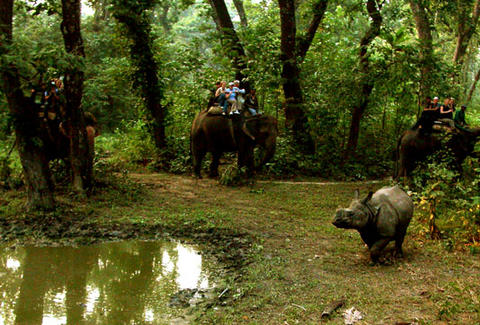
奇特旺国家公园，大象背上的游猎，追踪印度犀牛。
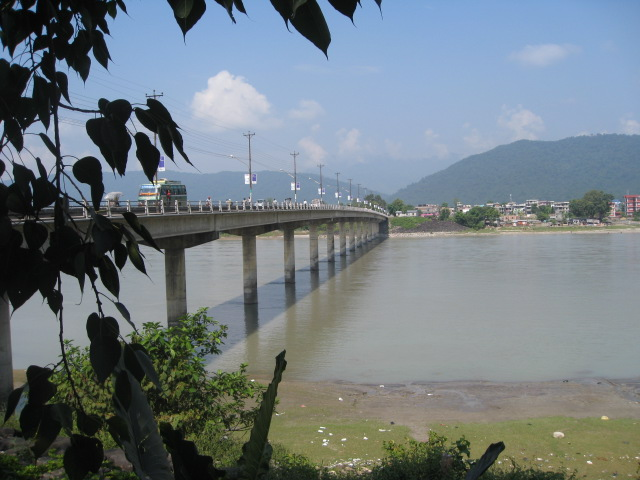
尼泊尔奇特旺纳拉扬加尔的纳拉亚尼桥
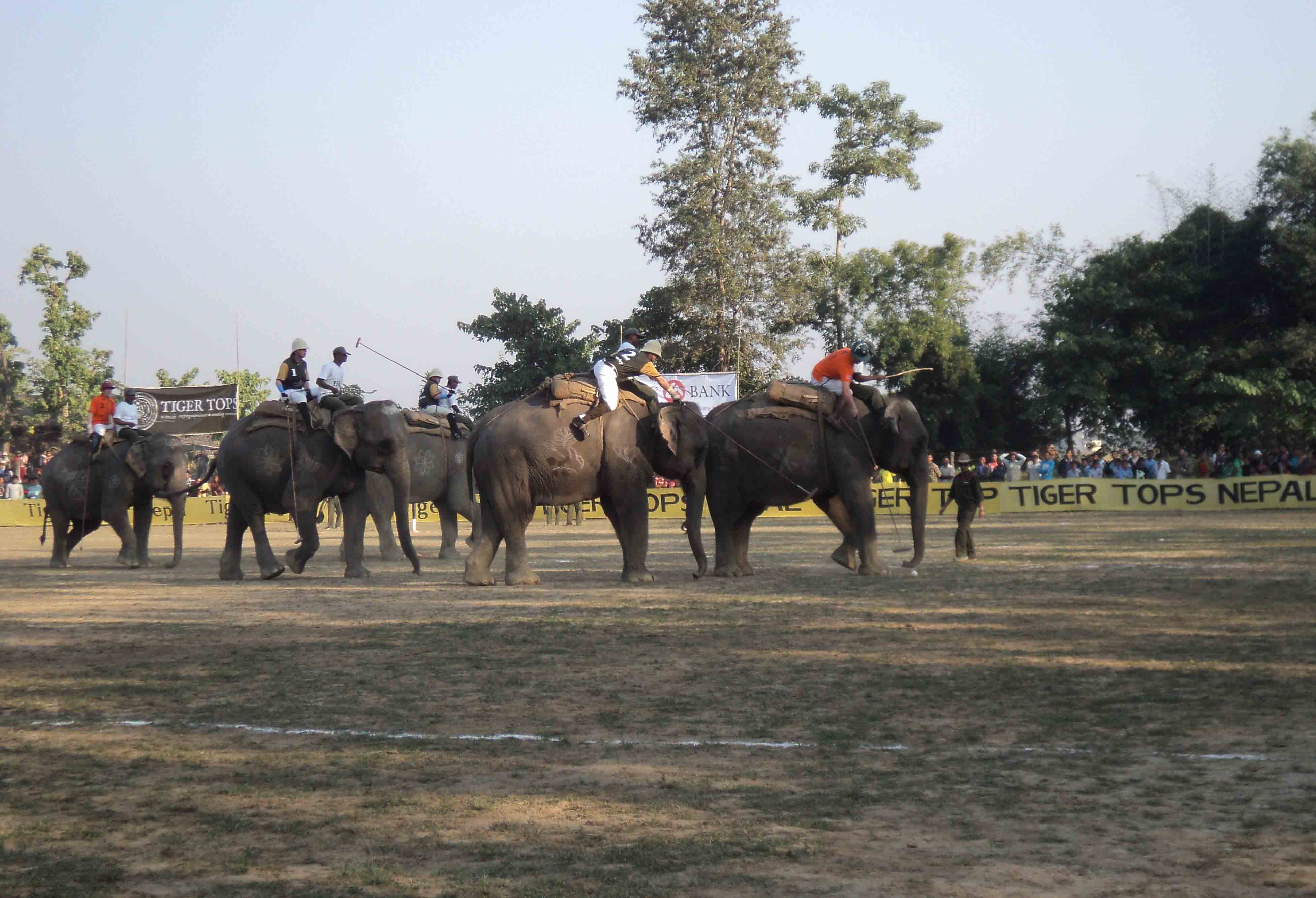
2012年尼泊尔梅加乌里大象马球世界杯
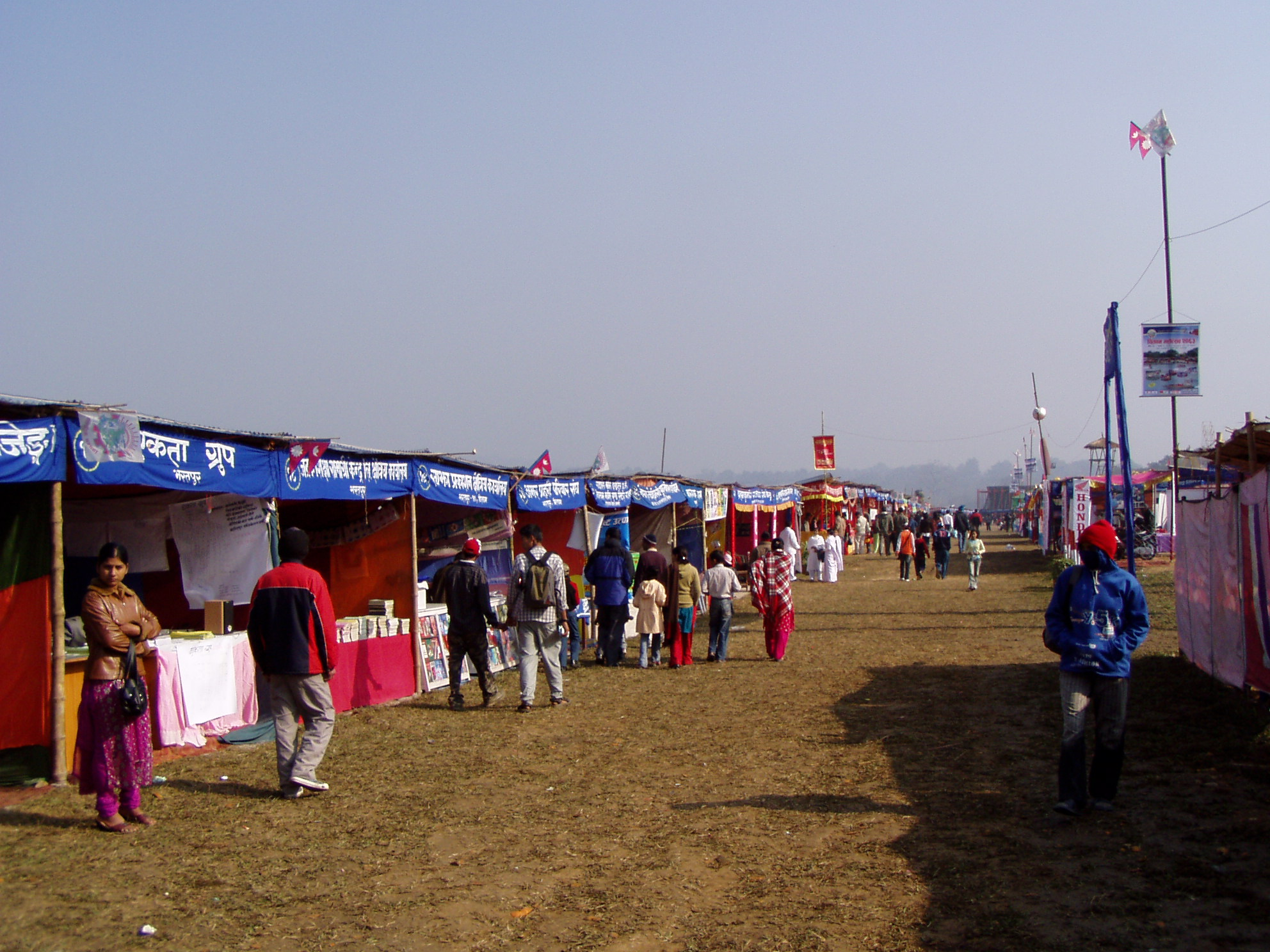
奇特旺节2063（公元2007年）在奇特旺的那拉扬加尔举行。
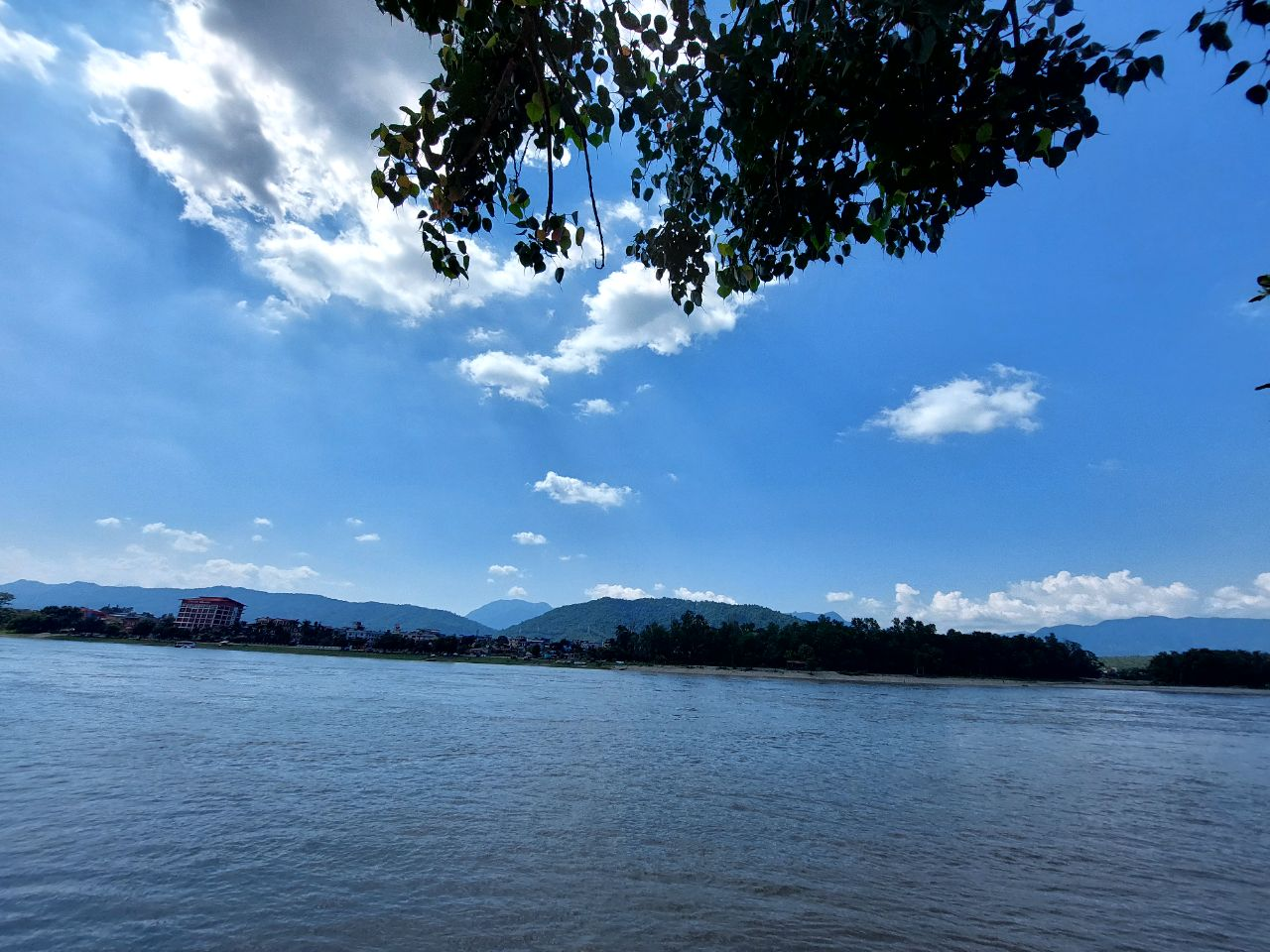
纳拉亚尼河